# Rauschenberg (Hesse)
Pour les articles homonymes, voir Rauschenberg.
Rauschenberg est une municipalité allemande située dans l'arrondissement de Marbourg-Biedenkopf et dans le land de la Hesse. Elle se trouve à près de Marbourg et de Kirchhain.